# 政治不穩定任務力量
政治不穩定任務力量（Political Instability Task Force，前稱國家失敗任務力量），是一個由美國政府資助的研究政權崩潰導致的政治衝突並建立相關數據庫的研究計劃。該研究計劃分析國家研究的有效性，人口數量的正常性，以及精英衝突。